# بروس استرلینگ
 بروس استرلینگ (انگلیسی: Bruce Sterling؛ زادهٔ ۱۴ آوریل ۱۹۵۴) یک نویسنده اهل ایالات متحده آمریکا است.